# Slag bij Ravenna (1512)

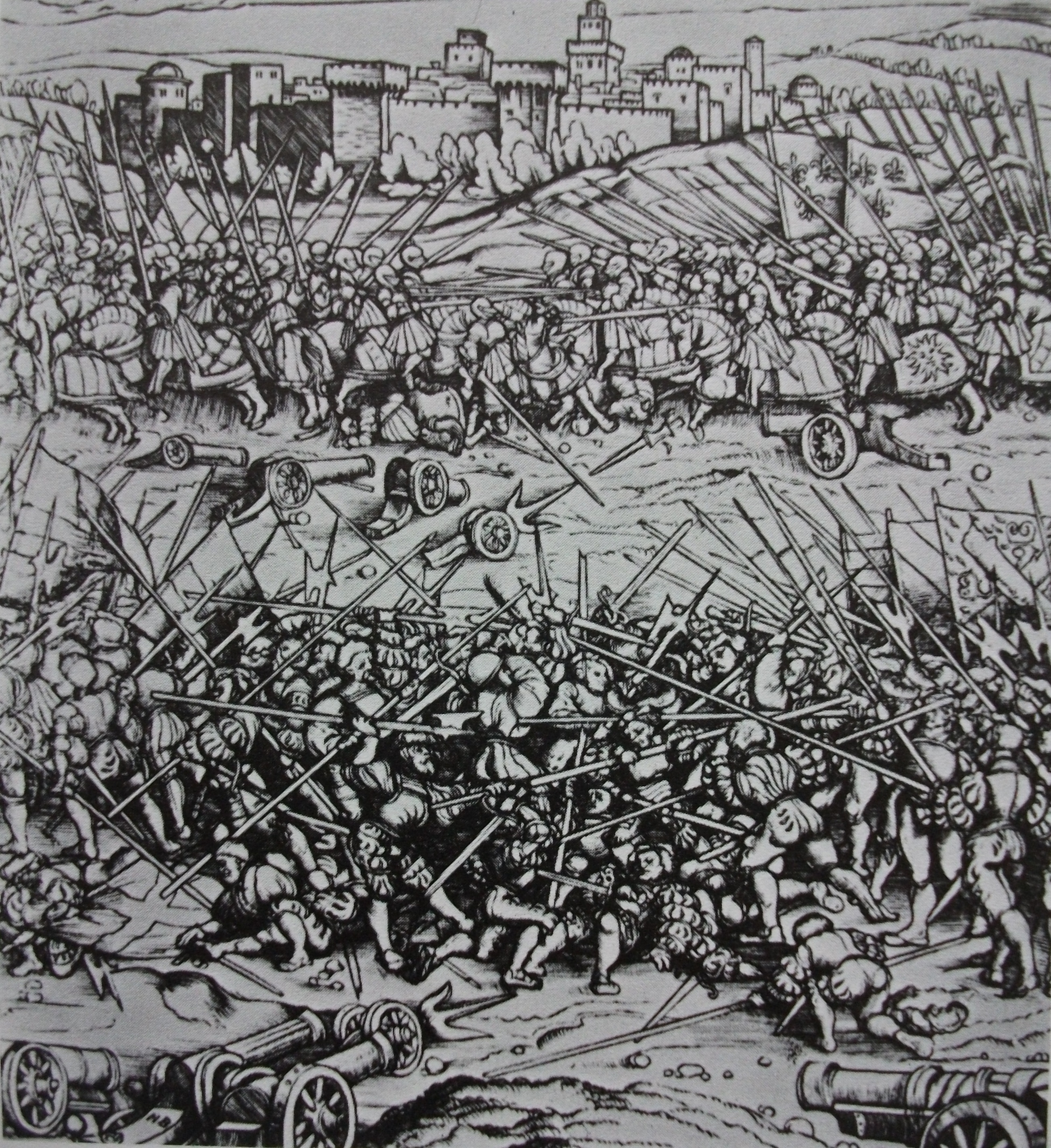
Slag bij Ravenna

De Slag bij Ravenna vond plaats op 11 april 1512. Franse troepen onder het commando van Gaston van Foix-Nemours, de hertog van Nemours, stonden er bij Ravenna tegenover troepen van de Pauselijke Staat en Spanje. De slag vond plaats in de laatste fase van de Oorlog van de Liga van Kamerijk, een van de Italiaanse Oorlogen (1494-1559). Hoewel de Fransen de overwinning behaalden, werden ze toch gestuit bij hun pogingen om het noorden van Italië te controleren en moesten ze zich al terugtrekken.

## De Italiaanse Oorlogen (1494-1559)
Tussen 1494 en 1559 woedden er een groot aantal oorlogen in en rond Italië. De aanleiding voor de conflicten waren dynastieke conflicten rondom het hertogdom Milaan en het koninkrijk Napels, maar al snel ontspoorden deze conflicten in een serie oorlogen over aanspraken op verschillende delen van Italië waarbij allerlei Europese landen betrokken raakten. Landen als Frankrijk, Spanje, het Heilige Roomse Rijk, Engeland, Schotland, de Pauselijke Staat en de Italiaanse stadstaten voerden een machtsstrijd waarbij allianties net zo snel uiteenvielen als ze gevormd werden en verraad aan de orde van de dag was.

## De Oorlog van de Liga van Kamerijk (1508-1516)
Een van de grote conflicten van de Italiaanse Oorlogen was de Oorlog van de Liga van Kamerijk. Frankrijk, de Pauselijke Staat en republiek Venetië bevochten elkaar in wisselende allianties, waarbij ook Spanje, het Heilige Roomse Rijk, Engeland, Schotland, de hertogdommen van Milaan en Ferrara alsook Zwitserland betrokken waren. Paus Julius II probeerde in 1508 een einde te maken aan de groeiende invloed van Venetië in het noorden van het Italiaanse schiereiland. Hij vormde hiervoor de Liga van Kamerijk met de Pauselijke Staat, het Heilige Roomse Rijk, Frankrijk en Spanje. In de loop van de jaren wijzigde de samenstelling van de Liga. Soms was Frankrijk een bondgenoot van Venetië, soms van de paus.

## Proloog
In 1511 riep Julius II op tot een Heilige Liga tegen de Fransen. Frankrijk was bezig zijn invloed in Frankrijk uit te breiden en het pauselijke leger kon hem niet tegenhouden. De Liga tegen Frankrijk bestond uit de Pauselijke Staat en Spanje. Ook Engeland sloot zich er bij aan, aangezien Hendrik VIII uit was op bezit in Noord Frankrijk. In februari 1512 werd Gaston de Foix, hertog van Nemours, de nieuwe commandant van de Franse troepen in Italië. Hij stopte de opmars van de Spaanse troepen die oprukten naar Bologna en keerde vervolgens terug naar Lombardije. Hierbij werd Brescia door de Franse troepen geplunderd nadat de inwoners in opstand kwamen tegen de bezetters. De toetreding van Engeland tot de Heilige Liga maakte het noodzakelijk dat Frankrijk troepen zou moeten legeren in Frankrijk zelf om een invasie van de Engelsen af te slaan. Hiervoor zou een belangrijk deel van het Franse leger in Italië troepen moeten leveren. De Foix probeerde snel orde op zaken te stellen en een beslissing te forceren door Ravenna te belegeren. Dit was de laatste pauselijke versterking in Romagna en De Foix hoopte de Heilige Liga hiermee te dwingen tot een beslissende veldslag in Italië. Behalve de Fransen nam ook een contingent soldaten van Alfonso I d'Este, hertog van Ferrara deel aan het beleg van Ravenna. De paus was bang zijn laatste bolwerk in Romagna te verliezen en vroeg Ramón Folch van Cardona met een Spaans leger om de stad te ontzetten. Samen met een compagnie troepen van de Pauselijke Staat ging Cardona op weg. De troepen rukten op langs de rivier de Ronco en kwamen in de buurt van Ravenna op enkele kilometers van de Franse stellingen. De Foix was bang dat hij uiteindelijk het beleg zou moeten opgeven vanwege zijn snel slinkende voorraden. Hij gaf bevel dat het Spaanse leger de volgende dag zou worden aangevallen.

## De slag

### Eerste fase
De Fransen vormden een boog rondom het kamp waar Cardona’s troepen zich verzameld hadden. Ze rukten langzaam op tot op ongeveer tweehonderd passen van Cardona’s troepen. Al snel ontwikkelde er zich een artillerieduel tussen de kanonnen van de strijdende partijen. Het was de eerste keer dat artillerie elkaar op deze manier op het open veld beschoot en voor de strijdende partijen leek het alsof de hel was losgebroken. Met name de zware cavalerie van Cardona leed zware verliezen. Zij konden niet zoals de infanterie wegduiken in loopgraven. De Spaanse artillerie concentreerde zijn vuurde intussen op de Franse infanterie in het centrum van de Franse linie. Tweeduizend man werden gedood en een deel van de infanterie raakte zo in paniek dat ze door de piekeniers moesten worden gedwongen in de linie terug te keren. De Fransen verplaatsten hun kanonnen en beschoten nu ook de Spaanse lichte cavalerie, waar ook zware verliezen werden geleden. Vervolgens nam de Franse artillerie ook van de andere zijde de Spaanse cavalerie onder vuur.

### Tweede fase
Geschokt door de constante beschietingen begon de cavalerie van de Heilige Liga op te rukken. De zware cavalerie onder het commando van Alfonso Carvajal viel de Franse kanonnen op de linkerzijde aan. Ze werden gevolgd door de lichte cavalerie. Deze Spaanse charge werd opgevangen door de Franse zware cavalerie, waarna een langdurig cavaleriegevecht volgde, waarbij de Spanjaarden in het nauw werden gedreven. Ondertussen viel Fabrizio Colonna van de Heilige Liga de Franse infanterie in het centrum aan. Hij werd echter geconfronteerd met vierhonderd Franse zware cavaleristen onder het commando van Yves d'Alègre die nog niet in de strijd waren geworpen. Colonna kwam ook in het nauw en zag zijn linie uiteenvallen. De Spaanse cavalerie vluchtte in de richting van Cesena achtervolgd door de troepen van d'Alègre.

### Derde fase
Intussen waren de Franse landsknechten opgerukt naar de Spaanse stellingen achter de rivier en naar het versterkte kamp. Er ontstond een man-tegen-mangevecht, waarbij de piekeniers van de Fransen werden teruggedreven. Ook een tweede aanval van de Fransen werd afgeslagen. Colonna was erin geslaagd een deel van zijn cavalerie te verzamelen en viel de Fransen in de flank aan, waarna de Spaanse infanterie de Fransen terugsloeg naar de rivier. Maar weer keerde het tij. De Franse cavalerie was weer teruggekeerd van zijn achtervolging en viel nu de Spaanse infanterie aan. Colonna raakte gewond en werd gevangengenomen. De Spaanse infanterie vluchtte in paniek in de richting van Cesena en Forlì. Een deel van de Spaanse infanterie werd aangevallen door zware cavalerie onder commando van De Foix. In het strijd die ontstond raakte de Franse cavalerie verspreid en De Foix werd gedood.

## Gevolgen
Jacques de la Palice nam het commando van het Franse leger over. Hij staakte de achtervolgingen van het Spaanse leger en gaf bevel het beleg van Ravenna te hervatten. De stad werd snel ingenomen en door de Fransen geplunderd. De angst voor een inval in Frankrijk door Engeland was de reden dat een groot deel van het Franse leger uit Italië werd teruggetrokken. Toen de Heilige Liga vervolgens weer aanviel was De la Palice gedwongen zich in augustus terug te trekken tot achter de Alpen.